# Boissières (Gard)
Boissières is een gemeente in het Franse departement Gard (regio Occitanie) en telt 481 inwoners (1999). De plaats maakt deel uit van het arrondissement Nîmes.

## Geografie
De oppervlakte van Boissières bedraagt 3,3 km², de bevolkingsdichtheid is 145,8 inwoners per km².
De onderstaande kaart toont de ligging van Boissières (Gard) met de belangrijkste infrastructuur en aangrenzende gemeenten.

## Demografie
Onderstaande figuur toont het verloop van het inwonertal (bron: INSEE-tellingen).